# 弥生町 (越谷市)
弥生町（やよいちょう）は、埼玉県越谷市の町名。現行行政町名は弥生町のみ。丁番のない単独町名である。住居表示実施地区。郵便番号は343-0816。

## 地理
埼玉県の東部地域で、越谷市の中央部に位置し、越谷駅東口一帯にあたる。駅前再開発により越谷ツインシティが整備されている。

## 歴史
- 1966年（昭和41年）8月1日 - 大字越ヶ谷の一部から弥生町が成立[5]。
- 2013年（平成25年） - 駅前再開発が完了。駅前広場が地内に整備された。

## 世帯数と人口
2018年（平成30年）3月1日現在の世帯数と人口は以下の通りである。
| 町丁   | 世帯数  | 人口    |
| ------ | ------- | ------- |
| 弥生町 | 639世帯 | 1,282人 |

## 小・中学校の学区
市立小・中学校に通う場合、学区（校区）は以下の通りとなる。
| 番地 | 小学校               | 中学校             |
| ---- | -------------------- | ------------------ |
| 全域 | 越谷市立越ヶ谷小学校 | 越谷市立中央中学校 |

## 交通

### 鉄道
- 東武伊勢崎線（東武スカイツリーライン）越谷駅

### 道路
- 埼玉県道404号越谷停車場線
- 埼玉県道161号越谷川口線
- 市役所中央通り

## 施設
- 越谷ツインシティ
- 三井住友銀行越谷支店
- 三菱UFJ銀行越谷駅前支店
- みずほ銀行越谷支店
- 越谷年金事務所
- 越谷警察署越谷駅前交番